# رانا سانغا
ماهرانا سانغرام سينغ (30 يناير 1528 - 12 أبريل 1482) المعروف باسم رانا سانغا، حاكم هندي لميوار ورئيس كونفدرالية راجبوت القوية في راجبوتانا خلال القرن ال16.
تبع رانا سانجا والده رانا ريمال كملك لميوار في عام 1508، حارب ضد سلالة لودهي الأفغانية في سلطنة دلهي ، ثم ضد سلطنة مغول الهند.

## حياته

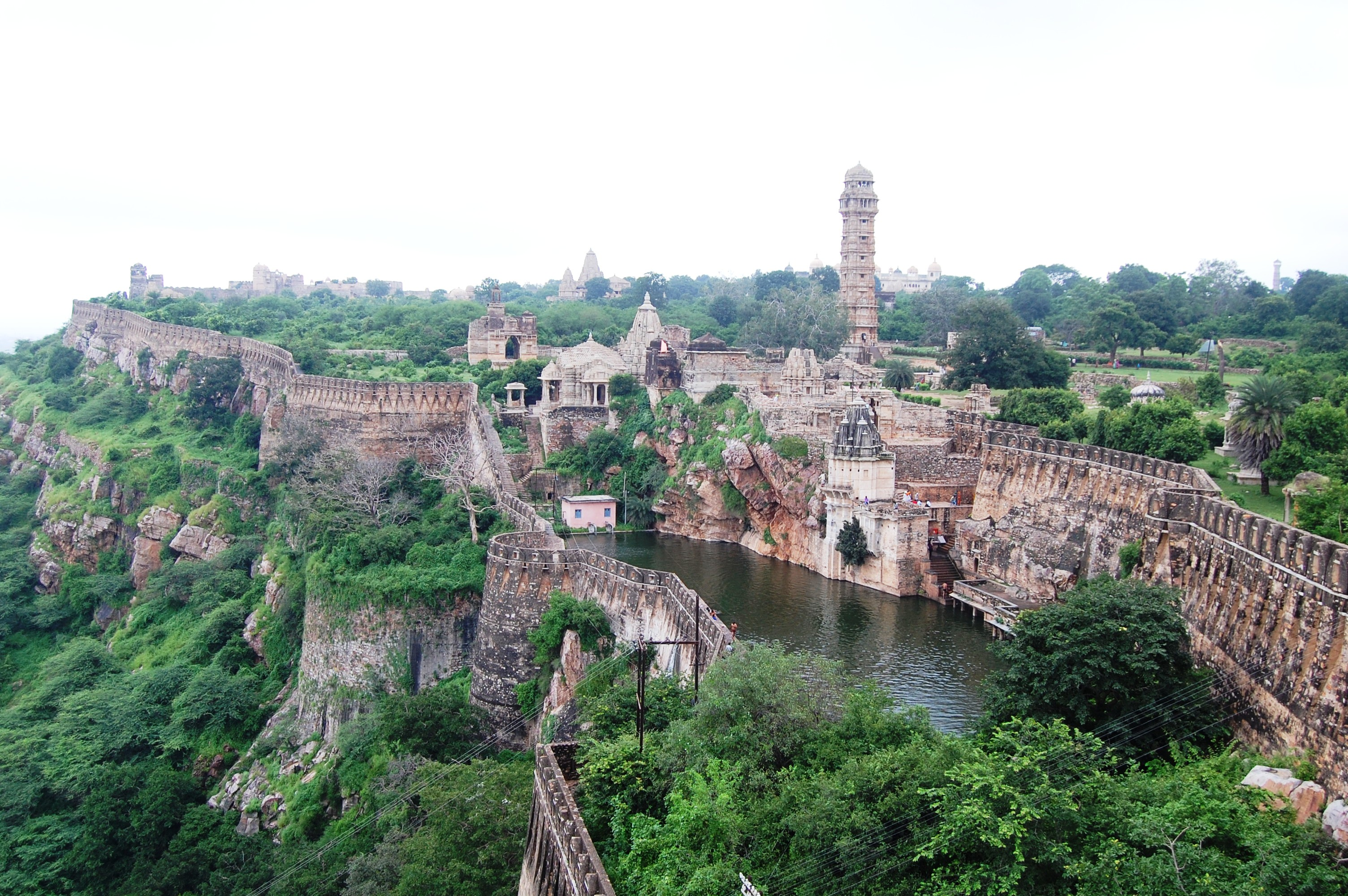
شيتورجاره فورت، شيتور

كان رانا سانغا حفيد رانا كومبا. أصبح سانغا حاكم ميوار بعد معركة من أجل الخلافة مع إخوته.
كحاكم لميوار قام بتوحيد العشائر المتحاربة في راجبوتانا وشكل كونفدرالية قوية، وتوحيد الراجبوت بعد 300 عام. وسع رانا حدود مملكته من خلال الحرب والدبلوماسية بهدف تشكيل بادشاهي (إمبراطورية) هندوسية. أولا بالاستفادة من الصراع الداخلي في سلطنة دلهي، وتوسع في شمال شرق ولاية راجاستان بعد هزيمة إبراهيم لودي في معارك خاتولي ودولبور. حاول ميوار تعمير إيدار من خلال إعادة ريمال إلى العرش بفوزه على بهارمال الذي كان مدعومًا من غوجارات. وأدى ذلك إلى حرب موار غوجارات ومعارك إيدار. من المفترض أنه هزم سلطنة ولاية غوجارات خلال غزو رانا سانجا لغوجارات. كما هزم سانجرام سينغ القوات المشتركة بين سلطنة غوجارات وملوى في حصار مندسور ومعركة غاغرون.
بعد انتصار بابر على سلالة لودي، جمع سانجرام سينغ ائتلافًا للراجبوت من ممالك راجستان. وانضم إليهم راجبوت مسلمون من موات وأفغان في عهد محمود لودي، ابن سكندر لودي في دلهي. قاتل هذا التحالف بابور في معركة خانوا لطرد بابر من الهند.
في 30 يناير 1528، توفي رانا سانغا في شيتور، تسمم على ما يبدو من قبل رؤساءه الذين عقدوا خططه لتجديد القتال مع بابر ليكون انتحار.  
يقال أنه لو لم يكن هناك مدافع مع بابر، فإن رانا سانجا كان ليحقق انتصارًا تاريخيًا على بابر. يشير المؤرخ براديب باروا إلى أن مدافع بابر قد وضعت حداً للاتجاهات البالية في الحرب الهندية. تلاحظ رانا سانجا كأعظم ملوك ميوار وراجبوتانا قوته كانت معروفة في جميع أنحاء شمال الهند. كما يصنف كآخر أقوى ملوك الراجبوت.